# Білецький Іван Іванович
Іван Іванович Білецький (близько 1850, Одеса — 1936, Харків) — український ґрунтознавець, педагог.

## Біографія
Закінчив Петровську рільничу академію (учень Гаврила Густавсона) та лісову академію в Москві.
Від 1884 року перебував на викладацькій роботі. У 1884—1900 роках працював у Казанському рільничому училищі, спочатку викладачем рільництва та ботаніки, згодом — інспектором. 1889 року в Казані видав нарис, присвячений історії цього училища.
1900 року переїхав до Харкова. У 1900—1918 роках працював у Харківському середньому сільськогосподарському училищі викладачем, а згодом — директором.
У 1920-і роки в Харкові завідував агротехнічним відділом Укррадгосптресту.
Батько літературознавця Олександра Білецького. Дід мовознавця, поліглота Андрія Олександровича Білецького та живописця, мистецтвознавця Платона Олександровича Білецького.

## Наукова діяльність
Друкувався від 1877 року. Автор низки статей з питань рослинництва, ґрунтознавства, агрохімії, методики викладання сільськогосподарських дисциплін, опублікованих у журналах «Російська школа» («Русская школа»), «Сільське господарство» («Сельское хозяйство»), «Сільськогосподарська освіта» («Сельскохозяйственное образование»), «Господарство» («Хозяйство»), «Журнал фізико-хімічного товариства» («Журнал физико-химического общества») та ін.
Неопублікованими залишилися дослідження «Пряні та духмяні рослини» («Пряные и душистые растения») та «Порадник із вирощування, збирання та застосування лікарських рослин» («Руководство к разведению, собиранию и употреблению лекарственных растений»).

## Основні праці
- Краткий исторический очерк двадцатипятилетия Казанского земледельческого училища (1864—1889). Казань, 1889.
- Почвоведение. Образование почвы, её состав и свойства. Виды почв, их классификация, бонитировка и картография. Москва, 1895.
- Возделывание редких огородных растений и его практическое значение. Части 1—2. Санкт-Петербург, 1907—1908.
- Методика земледелия: Пособие. Санкт-Петербург, 1910.
- Харьковское среднее сельскохозяйственное училище // Ежегодник Департамента земледелия. Санкт-Петербург, 1912.
- Растениеводство в наглядных пособиях для сельскохозяйственных школ. Москва, 1926.